# Mixomatose

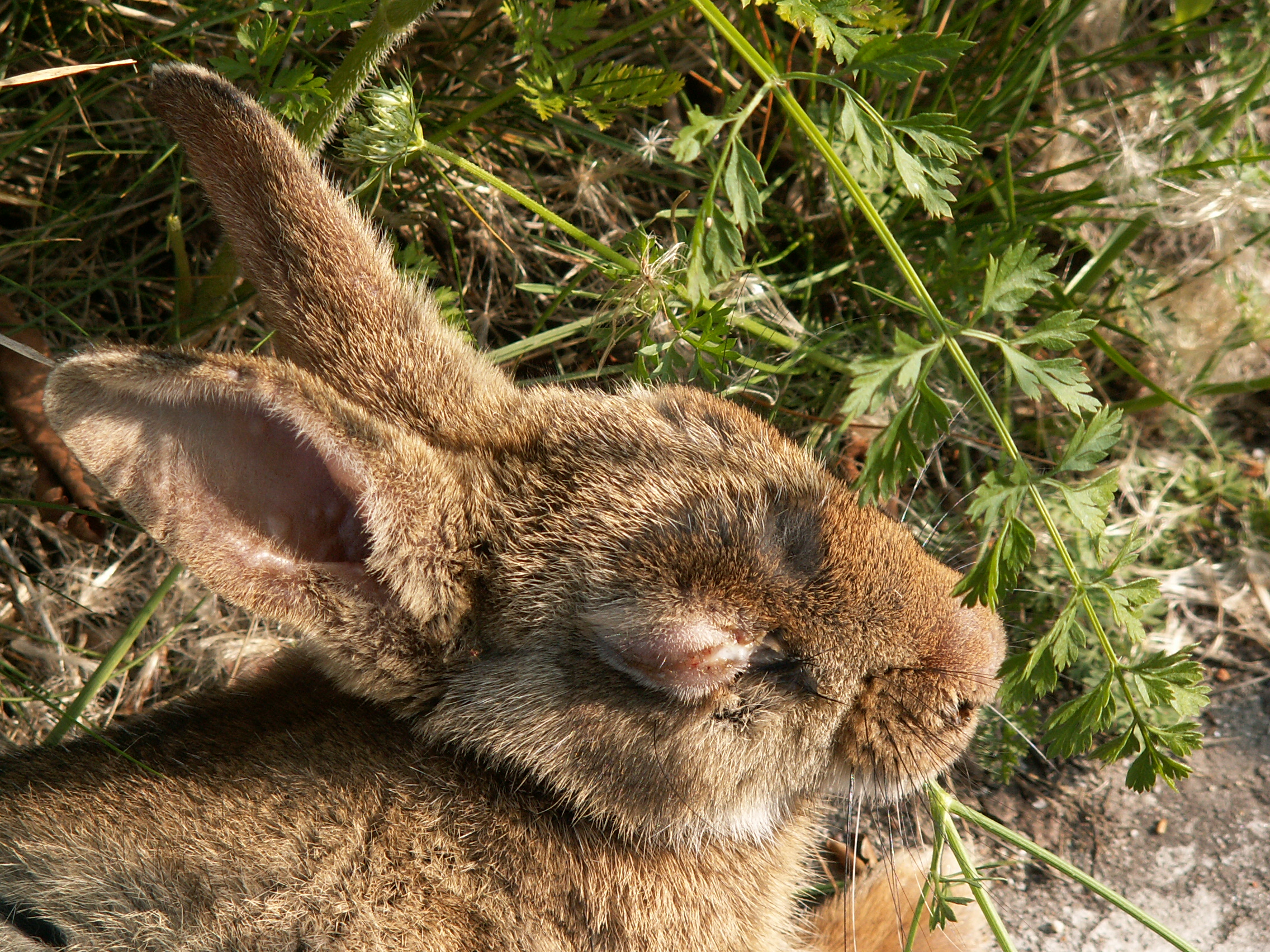
Coelho infectado com mixomatose

A mixomatose (do grego μύξα (muco), e ματώνω (sangrar)) é uma doença que ataca os coelhos.
É causada pelo vírus myxoma, originário de coelhos selvagens brasileiros. Foi detectada pela primeira vez no Uruguai no início do século XX, foi deliberadamente introduzida na Austrália numa tentativa de controlar a infestação de coelhos, trazidos da Europa para o continente no século XIX. Tem alta taxa de mortalidade.
Ocorre principalmente nas áreas genitais, patas, focinho e orelhas, formando nódulos subcutâneos gelatinosos em volta das aberturas naturais.

## Ligações Externas
- An interview with Frank Fenner
- Coalition against Myxomatosis – an organisation campaigning for legalization of vaccine in Australia.
- Society & Animals Journal of Human-Animal Studies, Volume 9, Number 2, 2001